# سولرود استرند
سولرود استرند (به لاتین: Solrød Strand) یک شهرک در دانمارک است که در Solrød Municipality واقع شده‌است. سولرود استرند ۶٫۵۴ کیلومتر مربع مساحت و ۱۶٬۸۶۰ نفر جمعیت دارد.